# Villa Gaia
Villa Gaia (nota anche coi nomi di Villa Borromeo Visconti Biglia Confalonieri Gandini) è una villa storica che si trova a Robecco sul Naviglio (Milano).

## Storia

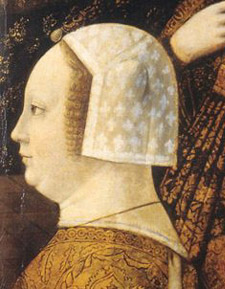
La duchessa Bona di Savoia, vedova di Galeazzo Maria Sforza, fu ospite a villa Gaia presso Giovanni Borromeo nel 1481

Il complesso di villa Gaia venne realizzato a partire dal Quattrocento su quello che rimaneva di un antico fortilizio medievale che affiancava il corso del Naviglio Grande. Il curioso nome di "Villa Gaia" le pervenne già dalla fine del Quattrocento in quanto luogo di divertimenti di Ludovico il Moro che la sfruttò come residenza di caccia, epoca della quale si possono ancora ammirare alcune finestre archiacute ritrovate sotto i rivestimenti successivi.
L'origine della proprietà è però da ascrivere alla metà del Quattrocento quando il conte Vitaliano I Borromeo acquistò dalla ducal camera di Milano una pezza di vigna posta in Robecco, dell'ampiezza di 70 pertiche circa, sequestrata a suo tempo dal governo milanese al nobile Sperone Pietrasanta. Qui egli iniziò a costruire una residenza di campagna per sé e per la sua famiglia. La proprietà passò quindi al figlio Filippo Borromeo, sposato con Francesca Visconti e quindi ai discendenti della coppia. Fu durante quello stesso periodo (ottobre 1481 precisamente) che la duchessa Bona di Savoia, vedova del duca Galeazzo Maria Sforza, che era stata estromessa dal governo di Milano dal cognato Ludovico il Moro venendo segregata al castello di Abbiategrasso, giunse in visita alla villa che doveva ormai apparire completa, sostandovi per alcuni giorni con la sua corte. Giovanni Borromeo, col fratello Vitaliano, sposati ma senza eredi, lasciarono erede del grande possedimento robecchese il nipote Ludovico Visconti con testamento del 1493, con inoltre l'obbligo però di assumere anche il cognome di Borromeo e dando così origine al ramo dei Visconti-Borromeo.
Pirro I Visconti Borromeo ebbe due figlie, Bianca e Cornelia, ed alla prima passò la proprietà di villa Gaia a Robecco, trasmettendola così alla famiglia del marito, il conte Gaspare Biglia. Il nipote omonimo di questi, sposò Maria Visconti ed ebbe per figlia Anna Teresa Biglia che fu consorte del conte Eugenio Confalonieri. Lo stesso Eugenio Confalonieri morì nella villa di Robecco il 29 novembre 1771, dove era solito dimorare. La villa passò quindi al figlio di questi, Tiberio, e quindi al nipote Federico, noto cospiratore, che la utilizzò sovente come residenza estiva. La famiglia Confalonieri rimase proprietaria della villa sino al 1876 quando questa venne venduta al nobile Antonio Gabrini il quale successivamente la lasciò al nipote, l'ingegnere Giulio Decio. Attualmente la proprietà è in capo alla famiglia Gandini.
Negli anni la villa è stata utilizzata come luogo di eventi, set fotografici pubblicitari e compare con la sua facciata lungo il Naviglio nel film L'albero degli zoccoli del 1978 del regista Ermanno Olmi.

### Passaggi di proprietà
|  |  |  |  |                       |                       | Vitaliano I Borromeo     | Vitaliano I Borromeo     | Vitaliano I Borromeo     | Vitaliano I Borromeo     | Vitaliano I Borromeo     | Vitaliano I Borromeo     |                            |                            |                            |                            |                            |                            | Ambrosina Fagnani          | Ambrosina Fagnani          | Ambrosina Fagnani          | Ambrosina Fagnani          | Ambrosina Fagnani         | Ambrosina Fagnani         |                           |                           |                           |                           |                            |                            |                                      |                                      |                                      |                                      |                                      |                                      |                          |                          |                          |                          |                    |                    |                       |                       |                       |                       |                                                  |                       |              |              |              |              |              |              |  |  |  |  |
|  |  |  |  |                       |                       | Vitaliano I Borromeo     | Vitaliano I Borromeo     | Vitaliano I Borromeo     | Vitaliano I Borromeo     | Vitaliano I Borromeo     | Vitaliano I Borromeo     |                            |                            |                            |                            |                            |                            | Ambrosina Fagnani          | Ambrosina Fagnani          | Ambrosina Fagnani          | Ambrosina Fagnani          | Ambrosina Fagnani         | Ambrosina Fagnani         |                           |                           |                           |                           |                            |                            |                                      |                                      |                                      |                                      |                                      |                                      |                          |                          |                          |                          |                    |                    |                       |                       |                       |                       |                                                  |                       |              |              |              |              |              |              |  |  |  |  |
|  |  |  |  |                       |                       |                          |                          |                          |                          |                          |                          |                            |                            |                            |                            |                            |                            |                            |                            |                            |                            |                           |                           |                           |                           |                           |                           |                            |                            |                                      |                                      |                                      |                                      |                                      |                                      |                          |                          |                          |                          |                    |                    |                       |                       |                       |                       |                                                  |                       |              |              |              |              |              |              |  |  |  |  |
|  |  |  |  | Francesca Visconti    | Francesca Visconti    | Francesca Visconti       | Francesca Visconti       | Francesca Visconti       | Francesca Visconti       |                          |                          | Filippo Borromeo           | Filippo Borromeo           | Filippo Borromeo           | Filippo Borromeo           | Filippo Borromeo           | Filippo Borromeo           |                            |                            |                            |                            |                           |                           |                           |                           |                           |                           |                            |                            |                                      |                                      |                                      |                                      |                                      |                                      |                          |                          |                          |                          |                    |                    |                       |                       |                       |                       |                                                  |                       |              |              |              |              |              |              |  |  |  |  |
|  |  |  |  | Francesca Visconti    | Francesca Visconti    | Francesca Visconti       | Francesca Visconti       | Francesca Visconti       | Francesca Visconti       |                          |                          | Filippo Borromeo           | Filippo Borromeo           | Filippo Borromeo           | Filippo Borromeo           | Filippo Borromeo           | Filippo Borromeo           |                            |                            |                            |                            |                           |                           |                           |                           |                           |                           |                            |                            |                                      |                                      |                                      |                                      |                                      |                                      |                          |                          |                          |                          |                    |                    |                       |                       |                       |                       |                                                  |                       |              |              |              |              |              |              |  |  |  |  |
|  |  |  |  |                       |                       |                          |                          |                          |                          |                          |                          |                            |                            |                            |                            |                            |                            |                            |                            |                            |                            |                           |                           |                           |                           |                           |                           |                            |                            |                                      |                                      |                                      |                                      |                                      |                                      |                          |                          |                          |                          |                    |                    |                       |                       |                       |                       |                                                  |                       |              |              |              |              |              |              |  |  |  |  |
|  |  |  |  |                       |                       |                          |                          |                          |                          |                          |                          |                            |                            |                            |                            |                            |                            |                            |                            |                            |                            |                           |                           |                           |                           |                           |                           |                            |                            |                                      |                                      |                                      |                                      |                                      |                                      |                          |                          |                          |                          |                    |                    |                       |                       |                       |                       |                                                  |                       |              |              |              |              |              |              |  |  |  |  |
|  |  |  |  | Vitaliano II Borromeo | Vitaliano II Borromeo | Vitaliano II Borromeo    | Vitaliano II Borromeo    | Vitaliano II Borromeo    | Vitaliano II Borromeo    |                          |                          |                            |                            | Giovanni Borromeo          | Giovanni Borromeo          | Giovanni Borromeo          | Giovanni Borromeo          | Giovanni Borromeo          | Giovanni Borromeo          |                            |                            | Giustina Borromeo         | Giustina Borromeo         | Giustina Borromeo         | Giustina Borromeo         | Giustina Borromeo         | Giustina Borromeo         |                            |                            | Giovanni Maria Visconti di Albizzate | Giovanni Maria Visconti di Albizzate | Giovanni Maria Visconti di Albizzate | Giovanni Maria Visconti di Albizzate | Giovanni Maria Visconti di Albizzate | Giovanni Maria Visconti di Albizzate |                          |                          |                          |                          |                    |                    |                       |                       |                       |                       |                                                  |                       |              |              |              |              |              |              |  |  |  |  |
|  |  |  |  | Vitaliano II Borromeo | Vitaliano II Borromeo | Vitaliano II Borromeo    | Vitaliano II Borromeo    | Vitaliano II Borromeo    | Vitaliano II Borromeo    |                          |                          |                            |                            | Giovanni Borromeo          | Giovanni Borromeo          | Giovanni Borromeo          | Giovanni Borromeo          | Giovanni Borromeo          | Giovanni Borromeo          |                            |                            | Giustina Borromeo         | Giustina Borromeo         | Giustina Borromeo         | Giustina Borromeo         | Giustina Borromeo         | Giustina Borromeo         |                            |                            | Giovanni Maria Visconti di Albizzate | Giovanni Maria Visconti di Albizzate | Giovanni Maria Visconti di Albizzate | Giovanni Maria Visconti di Albizzate | Giovanni Maria Visconti di Albizzate | Giovanni Maria Visconti di Albizzate |                          |                          |                          |                          |                    |                    |                       |                       |                       |                       |                                                  |                       |              |              |              |              |              |              |  |  |  |  |
|  |  |  |  |                       |                       |                          |                          |                          |                          |                          |                          |                            |                            |                            |                            |                            |                            |                            |                            |                            |                            |                           |                           |                           |                           |                           |                           |                            |                            |                                      |                                      |                                      |                                      |                                      |                                      |                          |                          |                          |                          |                    |                    |                       |                       |                       |                       |                                                  |                       |              |              |              |              |              |              |  |  |  |  |
|  |  |  |  |                       |                       |                          |                          |                          |                          |                          |                          |                            |                            |                            |                            |                            |                            |                            |                            | Lucrezia Alciati           | Lucrezia Alciati           | Lucrezia Alciati          | Lucrezia Alciati          | Lucrezia Alciati          | Lucrezia Alciati          |                           |                           | Ludovico Visconti Borromeo | Ludovico Visconti Borromeo | Ludovico Visconti Borromeo           | Ludovico Visconti Borromeo           | Ludovico Visconti Borromeo           | Ludovico Visconti Borromeo           |                                      |                                      |                          |                          |                          |                          |                    |                    |                       |                       |                       |                       |                                                  |                       |              |              |              |              |              |              |  |  |  |  |
|  |  |  |  |                       |                       |                          |                          |                          |                          |                          |                          |                            |                            |                            |                            |                            |                            |                            |                            | Lucrezia Alciati           | Lucrezia Alciati           | Lucrezia Alciati          | Lucrezia Alciati          | Lucrezia Alciati          | Lucrezia Alciati          |                           |                           | Ludovico Visconti Borromeo | Ludovico Visconti Borromeo | Ludovico Visconti Borromeo           | Ludovico Visconti Borromeo           | Ludovico Visconti Borromeo           | Ludovico Visconti Borromeo           |                                      |                                      |                          |                          |                          |                          |                    |                    |                       |                       |                       |                       |                                                  |                       |              |              |              |              |              |              |  |  |  |  |
|  |  |  |  |                       |                       |                          |                          |                          |                          |                          |                          |                            |                            |                            |                            |                            |                            |                            |                            |                            |                            |                           |                           |                           |                           |                           |                           |                            |                            |                                      |                                      |                                      |                                      |                                      |                                      |                          |                          |                          |                          |                    |                    |                       |                       |                       |                       |                                                  |                       |              |              |              |              |              |              |  |  |  |  |
|  |  |  |  |                       |                       |                          |                          |                          |                          |                          |                          |                            |                            | Costanza Trivulzio         | Costanza Trivulzio         | Costanza Trivulzio         | Costanza Trivulzio         | Costanza Trivulzio         | Costanza Trivulzio         |                            |                            | Fabio I Visconti Borromeo | Fabio I Visconti Borromeo | Fabio I Visconti Borromeo | Fabio I Visconti Borromeo | Fabio I Visconti Borromeo | Fabio I Visconti Borromeo |                            |                            |                                      |                                      |                                      |                                      |                                      |                                      |                          |                          |                          |                          |                    |                    |                       |                       |                       |                       |                                                  |                       |              |              |              |              |              |              |  |  |  |  |
|  |  |  |  |                       |                       |                          |                          |                          |                          |                          |                          |                            |                            | Costanza Trivulzio         | Costanza Trivulzio         | Costanza Trivulzio         | Costanza Trivulzio         | Costanza Trivulzio         | Costanza Trivulzio         |                            |                            | Fabio I Visconti Borromeo | Fabio I Visconti Borromeo | Fabio I Visconti Borromeo | Fabio I Visconti Borromeo | Fabio I Visconti Borromeo | Fabio I Visconti Borromeo |                            |                            |                                      |                                      |                                      |                                      |                                      |                                      |                          |                          |                          |                          |                    |                    |                       |                       |                       |                       |                                                  |                       |              |              |              |              |              |              |  |  |  |  |
|  |  |  |  |                       |                       |                          |                          |                          |                          |                          |                          |                            |                            |                            |                            |                            |                            |                            |                            |                            |                            |                           |                           |                           |                           |                           |                           |                            |                            |                                      |                                      |                                      |                                      |                                      |                                      |                          |                          |                          |                          |                    |                    |                       |                       |                       |                       |                                                  |                       |              |              |              |              |              |              |  |  |  |  |
|  |  |  |  |                       |                       |                          |                          |                          |                          |                          |                          | Luisa Camilla de Marini    | Luisa Camilla de Marini    | Luisa Camilla de Marini    | Luisa Camilla de Marini    | Luisa Camilla de Marini    | Luisa Camilla de Marini    |                            |                            | Pirro I Visconti Borromeo  | Pirro I Visconti Borromeo  | Pirro I Visconti Borromeo | Pirro I Visconti Borromeo | Pirro I Visconti Borromeo | Pirro I Visconti Borromeo |                           |                           |                            |                            |                                      |                                      |                                      |                                      |                                      |                                      |                          |                          |                          |                          |                    |                    |                       |                       |                       |                       |                                                  |                       |              |              |              |              |              |              |  |  |  |  |
|  |  |  |  |                       |                       |                          |                          |                          |                          |                          |                          | Luisa Camilla de Marini    | Luisa Camilla de Marini    | Luisa Camilla de Marini    | Luisa Camilla de Marini    | Luisa Camilla de Marini    | Luisa Camilla de Marini    |                            |                            | Pirro I Visconti Borromeo  | Pirro I Visconti Borromeo  | Pirro I Visconti Borromeo | Pirro I Visconti Borromeo | Pirro I Visconti Borromeo | Pirro I Visconti Borromeo |                           |                           |                            |                            |                                      |                                      |                                      |                                      |                                      |                                      |                          |                          |                          |                          |                    |                    |                       |                       |                       |                       |                                                  |                       |              |              |              |              |              |              |  |  |  |  |
|  |  |  |  |                       |                       |                          |                          |                          |                          |                          |                          |                            |                            |                            |                            |                            |                            |                            |                            |                            |                            |                           |                           |                           |                           |                           |                           |                            |                            |                                      |                                      |                                      |                                      |                                      |                                      |                          |                          |                          |                          |                    |                    |                       |                       |                       |                       |                                                  |                       |              |              |              |              |              |              |  |  |  |  |
|  |  |  |  |                       |                       |                          |                          | Bianca Spinola           | Bianca Spinola           | Bianca Spinola           | Bianca Spinola           | Bianca Spinola             | Bianca Spinola             |                            |                            | Fabio II Visconti Borromeo | Fabio II Visconti Borromeo | Fabio II Visconti Borromeo | Fabio II Visconti Borromeo | Fabio II Visconti Borromeo | Fabio II Visconti Borromeo |                           |                           |                           |                           |                           |                           |                            |                            |                                      |                                      |                                      |                                      |                                      |                                      |                          |                          |                          |                          |                    |                    |                       |                       |                       |                       |                                                  |                       |              |              |              |              |              |              |  |  |  |  |
|  |  |  |  |                       |                       |                          |                          | Bianca Spinola           | Bianca Spinola           | Bianca Spinola           | Bianca Spinola           | Bianca Spinola             | Bianca Spinola             |                            |                            | Fabio II Visconti Borromeo | Fabio II Visconti Borromeo | Fabio II Visconti Borromeo | Fabio II Visconti Borromeo | Fabio II Visconti Borromeo | Fabio II Visconti Borromeo |                           |                           |                           |                           |                           |                           |                            |                            |                                      |                                      |                                      |                                      |                                      |                                      |                          |                          |                          |                          |                    |                    |                       |                       |                       |                       |                                                  |                       |              |              |              |              |              |              |  |  |  |  |
|  |  |  |  |                       |                       |                          |                          |                          |                          |                          |                          |                            |                            |                            |                            |                            |                            |                            |                            |                            |                            |                           |                           |                           |                           |                           |                           |                            |                            |                                      |                                      |                                      |                                      |                                      |                                      |                          |                          |                          |                          |                    |                    |                       |                       |                       |                       |                                                  |                       |              |              |              |              |              |              |  |  |  |  |
|  |  |  |  | Ippolita Annoni       | Ippolita Annoni       | Ippolita Annoni          | Ippolita Annoni          | Ippolita Annoni          | Ippolita Annoni          |                          |                          | Pirro II Visconti Borromeo | Pirro II Visconti Borromeo | Pirro II Visconti Borromeo | Pirro II Visconti Borromeo | Pirro II Visconti Borromeo | Pirro II Visconti Borromeo |                            |                            |                            |                            |                           |                           |                           |                           |                           |                           |                            |                            |                                      |                                      |                                      |                                      |                                      |                                      |                          |                          |                          |                          |                    |                    |                       |                       |                       |                       |                                                  |                       |              |              |              |              |              |              |  |  |  |  |
|  |  |  |  | Ippolita Annoni       | Ippolita Annoni       | Ippolita Annoni          | Ippolita Annoni          | Ippolita Annoni          | Ippolita Annoni          |                          |                          | Pirro II Visconti Borromeo | Pirro II Visconti Borromeo | Pirro II Visconti Borromeo | Pirro II Visconti Borromeo | Pirro II Visconti Borromeo | Pirro II Visconti Borromeo |                            |                            |                            |                            |                           |                           |                           |                           |                           |                           |                            |                            |                                      |                                      |                                      |                                      |                                      |                                      |                          |                          |                          |                          |                    |                    |                       |                       |                       |                       |                                                  |                       |              |              |              |              |              |              |  |  |  |  |
|  |  |  |  |                       |                       |                          |                          |                          |                          |                          |                          |                            |                            |                            |                            |                            |                            |                            |                            |                            |                            |                           |                           |                           |                           |                           |                           |                            |                            |                                      |                                      |                                      |                                      |                                      |                                      |                          |                          |                          |                          |                    |                    |                       |                       |                       |                       |                                                  |                       |              |              |              |              |              |              |  |  |  |  |
|  |  |  |  |                       |                       | Bianca Visconti Borromeo | Bianca Visconti Borromeo | Bianca Visconti Borromeo | Bianca Visconti Borromeo | Bianca Visconti Borromeo | Bianca Visconti Borromeo |                            |                            | Gaspare I Biglia           | Gaspare I Biglia           | Gaspare I Biglia           | Gaspare I Biglia           | Gaspare I Biglia           | Gaspare I Biglia           |                            |                            |                           |                           |                           |                           |                           |                           |                            |                            |                                      |                                      |                                      |                                      |                                      |                                      |                          |                          |                          |                          |                    |                    |                       |                       |                       |                       |                                                  |                       |              |              |              |              |              |              |  |  |  |  |
|  |  |  |  |                       |                       | Bianca Visconti Borromeo | Bianca Visconti Borromeo | Bianca Visconti Borromeo | Bianca Visconti Borromeo | Bianca Visconti Borromeo | Bianca Visconti Borromeo |                            |                            | Gaspare I Biglia           | Gaspare I Biglia           | Gaspare I Biglia           | Gaspare I Biglia           | Gaspare I Biglia           | Gaspare I Biglia           |                            |                            |                           |                           |                           |                           |                           |                           |                            |                            |                                      |                                      |                                      |                                      |                                      |                                      |                          |                          |                          |                          |                    |                    |                       |                       |                       |                       |                                                  |                       |              |              |              |              |              |              |  |  |  |  |
|  |  |  |  |                       |                       |                          |                          |                          |                          |                          |                          |                            |                            |                            |                            |                            |                            |                            |                            |                            |                            |                           |                           |                           |                           |                           |                           |                            |                            |                                      |                                      |                                      |                                      |                                      |                                      |                          |                          |                          |                          |                    |                    |                       |                       |                       |                       |                                                  |                       |              |              |              |              |              |              |  |  |  |  |
|  |  |  |  |                       |                       |                          |                          | Vitaliano I Biglia       | Vitaliano I Biglia       | Vitaliano I Biglia       | Vitaliano I Biglia       | Vitaliano I Biglia         | Vitaliano I Biglia         |                            |                            | Giovanna Cusani            | Giovanna Cusani            | Giovanna Cusani            | Giovanna Cusani            | Giovanna Cusani            | Giovanna Cusani            |                           |                           |                           |                           |                           |                           |                            |                            |                                      |                                      |                                      |                                      |                                      |                                      |                          |                          |                          |                          |                    |                    |                       |                       |                       |                       |                                                  |                       |              |              |              |              |              |              |  |  |  |  |
|  |  |  |  |                       |                       |                          |                          | Vitaliano I Biglia       | Vitaliano I Biglia       | Vitaliano I Biglia       | Vitaliano I Biglia       | Vitaliano I Biglia         | Vitaliano I Biglia         |                            |                            | Giovanna Cusani            | Giovanna Cusani            | Giovanna Cusani            | Giovanna Cusani            | Giovanna Cusani            | Giovanna Cusani            |                           |                           |                           |                           |                           |                           |                            |                            |                                      |                                      |                                      |                                      |                                      |                                      |                          |                          |                          |                          |                    |                    |                       |                       |                       |                       |                                                  |                       |              |              |              |              |              |              |  |  |  |  |
|  |  |  |  |                       |                       |                          |                          |                          |                          |                          |                          |                            |                            |                            |                            |                            |                            |                            |                            |                            |                            |                           |                           |                           |                           |                           |                           |                            |                            |                                      |                                      |                                      |                                      |                                      |                                      |                          |                          |                          |                          |                    |                    |                       |                       |                       |                       |                                                  |                       |              |              |              |              |              |              |  |  |  |  |
|  |  |  |  |                       |                       |                          |                          |                          |                          | Gaspare II Biglia        | Gaspare II Biglia        | Gaspare II Biglia          | Gaspare II Biglia          | Gaspare II Biglia          | Gaspare II Biglia          |                            |                            | Maria Visconti             | Maria Visconti             | Maria Visconti             | Maria Visconti             | Maria Visconti            | Maria Visconti            |                           |                           |                           |                           |                            |                            |                                      |                                      |                                      |                                      |                                      |                                      |                          |                          |                          |                          |                    |                    |                       |                       |                       |                       |                                                  |                       |              |              |              |              |              |              |  |  |  |  |
|  |  |  |  |                       |                       |                          |                          |                          |                          | Gaspare II Biglia        | Gaspare II Biglia        | Gaspare II Biglia          | Gaspare II Biglia          | Gaspare II Biglia          | Gaspare II Biglia          |                            |                            | Maria Visconti             | Maria Visconti             | Maria Visconti             | Maria Visconti             | Maria Visconti            | Maria Visconti            |                           |                           |                           |                           |                            |                            |                                      |                                      |                                      |                                      |                                      |                                      |                          |                          |                          |                          |                    |                    |                       |                       |                       |                       |                                                  |                       |              |              |              |              |              |              |  |  |  |  |
|  |  |  |  |                       |                       |                          |                          |                          |                          |                          |                          |                            |                            |                            |                            |                            |                            |                            |                            |                            |                            |                           |                           |                           |                           |                           |                           |                            |                            |                                      |                                      |                                      |                                      |                                      |                                      |                          |                          |                          |                          |                    |                    |                       |                       |                       |                       |                                                  |                       |              |              |              |              |              |              |  |  |  |  |
|  |  |  |  |                       |                       |                          |                          |                          |                          |                          |                          |                            |                            |                            |                            |                            |                            |                            |                            |                            |                            |                           |                           |                           |                           |                           |                           |                            |                            |                                      |                                      |                                      |                                      |                                      |                                      |                          |                          |                          |                          |                    |                    |                       |                       |                       |                       |                                                  |                       |              |              |              |              |              |              |  |  |  |  |
|  |  |  |  |                       |                       |                          |                          |                          |                          | Vitaliano II Biglia      | Vitaliano II Biglia      | Vitaliano II Biglia        | Vitaliano II Biglia        | Vitaliano II Biglia        | Vitaliano II Biglia        |                            |                            | Anna Maria Biglia          | Anna Maria Biglia          | Anna Maria Biglia          | Anna Maria Biglia          | Anna Maria Biglia         | Anna Maria Biglia         |                           |                           | Eugenio Confalonieri      | Eugenio Confalonieri      | Eugenio Confalonieri       | Eugenio Confalonieri       | Eugenio Confalonieri                 | Eugenio Confalonieri                 |                                      |                                      |                                      |                                      |                          |                          |                          |                          |                    |                    |                       |                       |                       |                       |                                                  |                       |              |              |              |              |              |              |  |  |  |  |
|  |  |  |  |                       |                       |                          |                          |                          |                          | Vitaliano II Biglia      | Vitaliano II Biglia      | Vitaliano II Biglia        | Vitaliano II Biglia        | Vitaliano II Biglia        | Vitaliano II Biglia        |                            |                            | Anna Maria Biglia          | Anna Maria Biglia          | Anna Maria Biglia          | Anna Maria Biglia          | Anna Maria Biglia         | Anna Maria Biglia         |                           |                           | Eugenio Confalonieri      | Eugenio Confalonieri      | Eugenio Confalonieri       | Eugenio Confalonieri       | Eugenio Confalonieri                 | Eugenio Confalonieri                 |                                      |                                      |                                      |                                      |                          |                          |                          |                          |                    |                    |                       |                       |                       |                       |                                                  |                       |              |              |              |              |              |              |  |  |  |  |
|  |  |  |  |                       |                       |                          |                          |                          |                          |                          |                          |                            |                            |                            |                            |                            |                            |                            |                            |                            |                            |                           |                           |                           |                           |                           |                           |                            |                            |                                      |                                      |                                      |                                      |                                      |                                      |                          |                          |                          |                          |                    |                    |                       |                       |                       |                       |                                                  |                       |              |              |              |              |              |              |  |  |  |  |
|  |  |  |  |                       |                       |                          |                          |                          |                          |                          |                          |                            |                            |                            |                            |                            |                            |                            |                            |                            |                            |                           |                           |                           |                           |                           |                           |                            |                            |                                      |                                      |                                      |                                      |                                      |                                      |                          |                          |                          |                          |                    |                    |                       |                       |                       |                       |                                                  |                       |              |              |              |              |              |              |  |  |  |  |
|  |  |  |  |                       |                       |                          |                          |                          |                          |                          |                          |                            |                            |                            |                            | Tiberio Confalonieri       | Tiberio Confalonieri       | Tiberio Confalonieri       | Tiberio Confalonieri       | Tiberio Confalonieri       | Tiberio Confalonieri       |                           |                           |                           |                           | Vitaliano Confalonieri    | Vitaliano Confalonieri    | Vitaliano Confalonieri     | Vitaliano Confalonieri     | Vitaliano Confalonieri               | Vitaliano Confalonieri               |                                      |                                      | Maria Antonietta Casnedi             | Maria Antonietta Casnedi             | Maria Antonietta Casnedi | Maria Antonietta Casnedi | Maria Antonietta Casnedi | Maria Antonietta Casnedi |                    |                    | Maria Litta Modignani | Maria Litta Modignani | Maria Litta Modignani | Maria Litta Modignani | Maria Litta Modignani                            | Maria Litta Modignani |              |              |              |              |              |              |  |  |  |  |
|  |  |  |  |                       |                       |                          |                          |                          |                          |                          |                          |                            |                            |                            |                            | Tiberio Confalonieri       | Tiberio Confalonieri       | Tiberio Confalonieri       | Tiberio Confalonieri       | Tiberio Confalonieri       | Tiberio Confalonieri       |                           |                           |                           |                           | Vitaliano Confalonieri    | Vitaliano Confalonieri    | Vitaliano Confalonieri     | Vitaliano Confalonieri     | Vitaliano Confalonieri               | Vitaliano Confalonieri               |                                      |                                      | Maria Antonietta Casnedi             | Maria Antonietta Casnedi             | Maria Antonietta Casnedi | Maria Antonietta Casnedi | Maria Antonietta Casnedi | Maria Antonietta Casnedi |                    |                    | Maria Litta Modignani | Maria Litta Modignani | Maria Litta Modignani | Maria Litta Modignani | Maria Litta Modignani                            | Maria Litta Modignani |              |              |              |              |              |              |  |  |  |  |
|  |  |  |  |                       |                       |                          |                          |                          |                          |                          |                          |                            |                            |                            |                            |                            |                            |                            |                            |                            |                            |                           |                           |                           |                           |                           |                           |                            |                            |                                      |                                      |                                      |                                      |                                      |                                      |                          |                          |                          |                          |                    |                    |                       |                       |                       |                       |                                                  |                       |              |              |              |              |              |              |  |  |  |  |
|  |  |  |  |                       |                       |                          |                          |                          |                          |                          |                          |                            |                            |                            |                            |                            |                            |                            |                            |                            |                            |                           |                           |                           |                           |                           |                           |                            |                            |                                      |                                      | Federico Confalonieri                | Federico Confalonieri                | Federico Confalonieri                | Federico Confalonieri                | Federico Confalonieri    | Federico Confalonieri    |                          |                          | Luigi Confalonieri | Luigi Confalonieri | Luigi Confalonieri    | Luigi Confalonieri    | Luigi Confalonieri    | Luigi Confalonieri    |                                                  |                       | Maria Vigoni | Maria Vigoni | Maria Vigoni | Maria Vigoni | Maria Vigoni | Maria Vigoni |  |  |  |  |
|  |  |  |  |                       |                       |                          |                          |                          |                          |                          |                          |                            |                            |                            |                            |                            |                            |                            |                            |                            |                            |                           |                           |                           |                           |                           |                           |                            |                            |                                      |                                      | Federico Confalonieri                | Federico Confalonieri                | Federico Confalonieri                | Federico Confalonieri                | Federico Confalonieri    | Federico Confalonieri    |                          |                          | Luigi Confalonieri | Luigi Confalonieri | Luigi Confalonieri    | Luigi Confalonieri    | Luigi Confalonieri    | Luigi Confalonieri    |                                                  |                       | Maria Vigoni | Maria Vigoni | Maria Vigoni | Maria Vigoni | Maria Vigoni | Maria Vigoni |  |  |  |  |
|  |  |  |  |                       |                       |                          |                          |                          |                          |                          |                          |                            |                            |                            |                            |                            |                            |                            |                            |                            |                            |                           |                           |                           |                           |                           |                           |                            |                            |                                      |                                      |                                      |                                      |                                      |                                      |                          |                          |                          |                          |                    |                    |                       |                       |                       |                       |                                                  |                       |              |              |              |              |              |              |  |  |  |  |
|  |  |  |  |                       |                       |                          |                          |                          |                          |                          |                          |                            |                            |                            |                            |                            |                            |                            |                            |                            |                            |                           |                           |                           |                           |                           |                           |                            |                            |                                      |                                      |                                      |                                      |                                      |                                      |                          |                          |                          |                          |                    |                    |                       |                       |                       |                       | La villa viene venduta al nobile Antonio Gabrini |                       |              |              |              |              |              |              |  |  |  |  |

|  |  |  |  |                 |                 | Antonio Gabrini | Antonio Gabrini | Antonio Gabrini                              | Antonio Gabrini | Antonio Gabrini | Antonio Gabrini |               |               |               |               |               |               | ? | ? | ? | ? | ? | ? |  |  |
|  |  |  |  |                 |                 | Antonio Gabrini | Antonio Gabrini | Antonio Gabrini                              | Antonio Gabrini | Antonio Gabrini | Antonio Gabrini |               |               |               |               |               |               | ? | ? | ? | ? | ? | ? |  |  |
|  |  |  |  |                 |                 |                 |                 |                                              |                 |                 |                 |               |               |               |               |               |               |   |   |   |   |   |   |  |  |
|  |  |  |  | Innocente Decio | Innocente Decio | Innocente Decio | Innocente Decio | Innocente Decio                              | Innocente Decio |                 |                 | Luisa Gabrini | Luisa Gabrini | Luisa Gabrini | Luisa Gabrini | Luisa Gabrini | Luisa Gabrini |   |   |   |   |   |   |  |  |
|  |  |  |  | Innocente Decio | Innocente Decio | Innocente Decio | Innocente Decio | Innocente Decio                              | Innocente Decio |                 |                 | Luisa Gabrini | Luisa Gabrini | Luisa Gabrini | Luisa Gabrini | Luisa Gabrini | Luisa Gabrini |   |   |   |   |   |   |  |  |
|  |  |  |  |                 |                 |                 |                 |                                              |                 |                 |                 |               |               |               |               |               |               |   |   |   |   |   |   |  |  |
|  |  |  |  |                 |                 |                 |                 | Giulio Decio                                 |                 |                 |                 |               |               |               |               |               |               |   |   |   |   |   |   |  |  |
|  |  |  |  |                 |                 |                 |                 |                                              |                 |                 |                 |               |               |               |               |               |               |   |   |   |   |   |   |  |  |
|  |  |  |  |                 |                 |                 |                 | La villa viene venduta alla famiglia Gandini |                 |                 |                 |               |               |               |               |               |               |   |   |   |   |   |   |  |  |

## La struttura

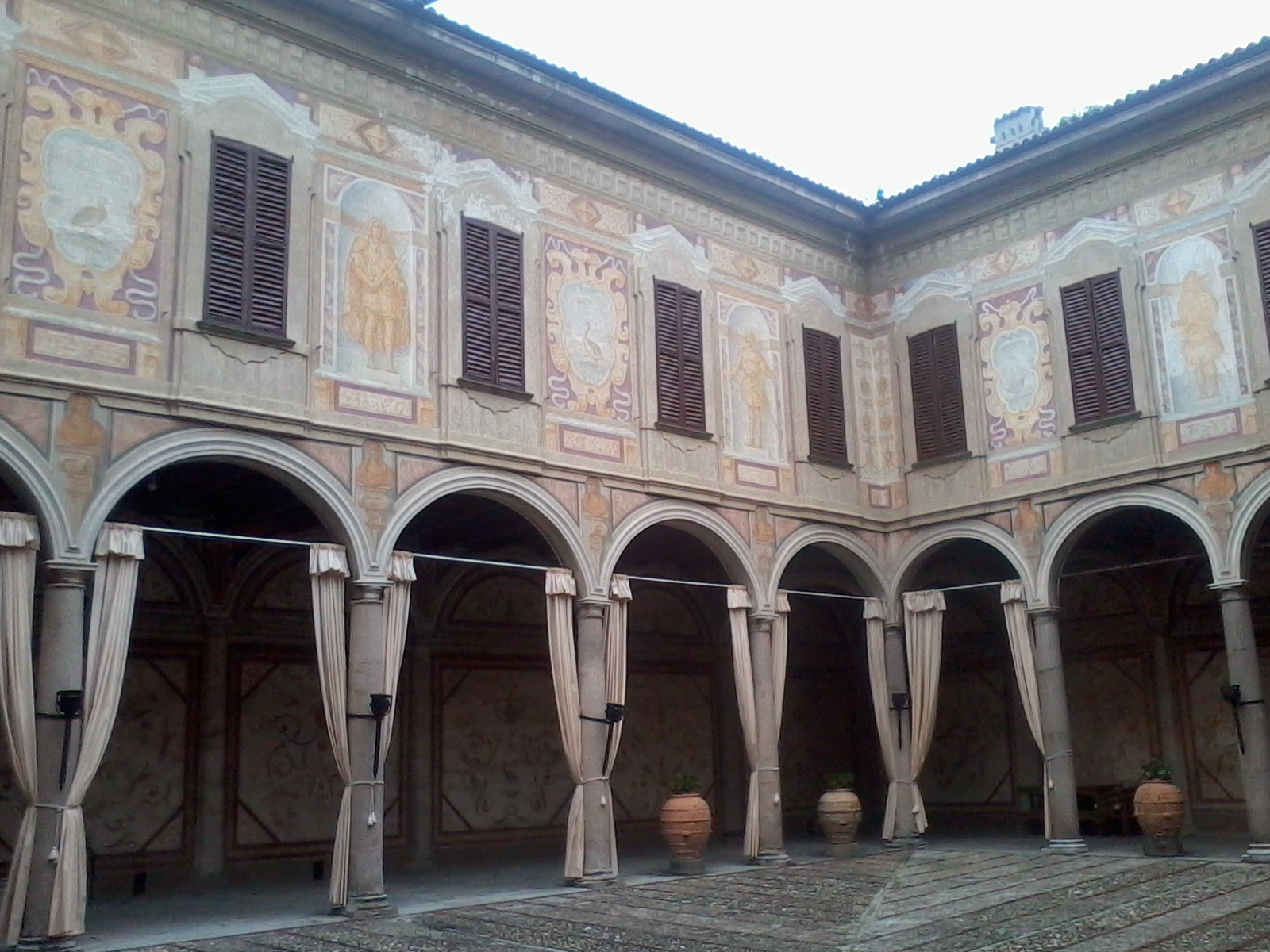
Il cortile d'onore della villa, con le decorazioni "a grottesca" risalenti al XVI secolo

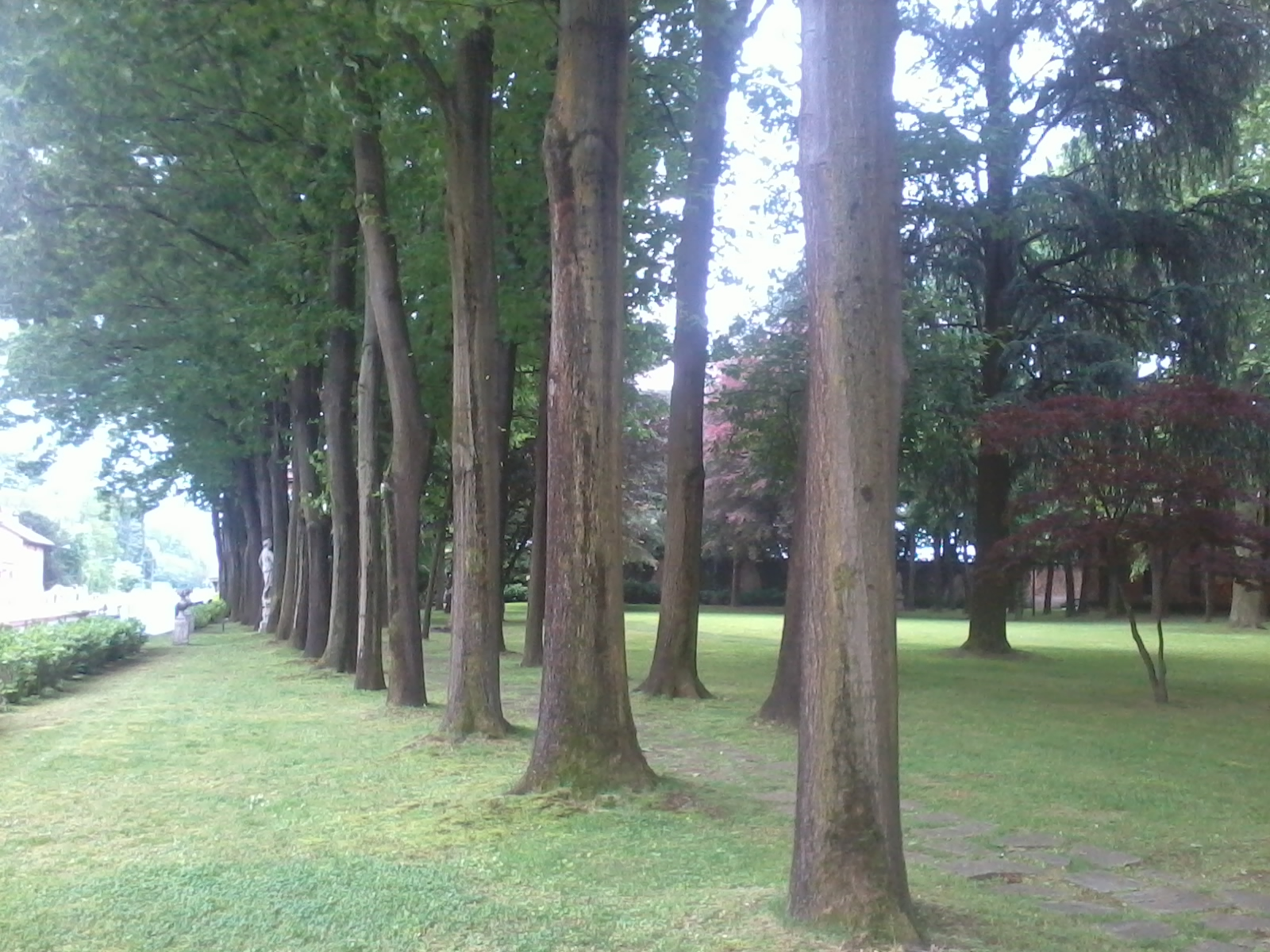
Viale alberato nel giardino all'inglese della villa

Villa di campagna (fu tra le prime del Naviglio Grande) ricalca lo schema del castello o dei palazzi cittadini con asse di simmetria zenitale e corpi di fabbrica disposti a coronamento di tre cortili leggermente irregolari, chiusi appunto da mura sui quattro lati.
La facciata verso la strada conserva parte dell'originaria struttura in cotto con inserti di archi e finestre ora murati. La facciata verso il Naviglio, preceduta da uno spalto e da una bella balaustra settecentesca, presenta decori pittorici che richiamano illusorie cornici alle finestre ed alle porte; tre balconcini in ferro battuto inquadrano l'ordine superiore.
Accanto, la scalinata dell'imbarcadero attraverso il quale i signori giungevano dal Naviglio e quindi da Milano. Il cortile principale, porticato su tre lati, è adorno di affreschi del Cinquecento. Gli ambienti interni hanno arredi ed ornati dal Rinascimento al Settecento. Nelle sale rivolte verso il Naviglio sono interessanti i soffitti lignei con la tipica decorazione a passasotto realizzata nel XVIII secolo sul seicentesco cassettonato. Lo scalone, in origine una rampa per cavalli, fu trasformato una prima volta dai Biglia nel 1760, raggiungendo in seguito le forme attuali di scalone d'onore sul modello consono al XVIII secolo pur conservando le decorazioni ad affresco seicentesche. Tra le altre sale meritano menzione quella con decori in grisaille attribuiti ad Andrea Appiani e lo studio in stile barocchetto.